# Xestia isolata
Xestia isolata là một loài bướm đêm thuộc họ Noctuidae. Nó là loài đặc hữu của Borneo.